# Thalassoplax
Thalassoplax is een geslacht van kreeftachtigen uit de klasse van de Malacostraca (hogere kreeftachtigen).

## Soort
- Thalassoplax angusta Guinot, 1969